# 馬里蘭大學系統
马里兰大学系统（University System of Maryland, USM），是美國马里兰州13所高等教育机构组成的州立大学系统。马里兰大学系统是美国第12大大学系统，下辖大约100,000学生，30,000研究生，8,700教员。1988年由5所原马里兰大学院校和6所州立大学学院系统合并而成。

## 成员

### 大学
- 馬里蘭大學巴爾的摩分校
- 馬里蘭大學巴爾的摩縣分校
- 巴爾的摩大學（英语：University of Baltimore）
- 包伊州立大学（英语：Bowie State University）
- （首要校區）
- 寇平州立大学（英语：Coppin State University）
- 馬里蘭大學東岸分校（英语：University of Maryland, Eastern Shore）
- 霜堡州立大学（英语：Frostburg State University）
- 索尔兹伯里州立大學（英语：Salisbury State University）
- 陶森大學
- 马里兰大学全球分校

### 研究中心
- University of Maryland Center for Environmental Science
- University of Maryland Biotechnology Institute

### 卫星校区
- Universities at Shady Grove
- University System of Maryland at Hagerstown